# خرچنگ‌های لکه‌دار
خرچنگ‌های لکه‌دار (نام علمی: Carpilioidea) نام یک بالاخانواده از subsection دیگرروزنان است.